# マルティン・バイネク
マルティン・バイネク（Martin Weinek、1964年6月30日 - ）は、オーストリアの俳優、ワイン生産者、起業家とエンターテイナー。現在、ウィーンで活躍している。

## 主な出演作品
- Calafati Joe （1989）
- Inspector Rex （1994-2004、2008-）
- シレンティウム Silentium （2004）
- Grenzverkehr （2005）
- Unter weißen Segeln （2006）
- Die Rosenheim-Cops （2007）